# Карлос Ривера
Карлос Ривера (шп. Carlos Rivera; Уамантла, Тласкала; 15. март 1986) је мексички поп певач и глумац, који је до сада издао 8 студијских албума. Прославио се учешћем у такмичењу Ла академија, био је победник треће сезоне. Глумио је Андреса у теленовели Хотел тајни. Ожењен је манекенком и певачицом Синтијом Родригез.

## Дискографија

### Албуми
- 2007: Carlos Rivera
- 2010: Mexicano
- 2013: El Hubiera No Existe
- 2016: Yo Creo
- 2018: Guerra
- 2020: Si Fuera Mia EP
- 2021: Crónicas de una Guerra
- 2021: Leyendas Vol. 1
- 2023: Sincerandome[5]

### Дуети
- Por Si Volvieras (2017) са Хосеом Луисом Родригесом
- Lo Digo (2017) са Хенте де Зона
- Maldito Miedo (2017) са Банда ел Рекодо
- No Voy a Cambiarte (2018) са Марселом Морело
- La solución (2018) са Лауром Паузини
- Qué Ironía (2019) са Талијом
- El Destino (2019) са Наталијом Хименез
- Noche de Paz (2019) са Јури и Артуром Ханлоном
- Perdiendo la cabeza (2020) са Беки Џи и Педром Капом
- 100 Años (2020) са Малумом[6]